# طبيب مقيم
الطبيب المُقيم أو المُساعد أو المُتَدَرِّب هو طبيب حصل على رخصة ممارسة مهنة الطب ويقدم تقارير العلاج إلى الاختصاصي أثناء تدريبه المتخصص في اختصاص طبي. ولذلك تكون واجباته ومسؤولياته وحقوقه محددة.